# 1296 Andrée
1296 Andrée este un asteroid din centura principală, descoperit pe 25 noiembrie 1933, de Louis Boyer.